# Neopsolidium convergens
Neopsolidium convergens is een zeekomkommer uit de familie Psolidae.
De wetenschappelijke naam van de soort werd in 1901 gepubliceerd door E. Herouard.